# 코웰패션
코웰패션 주식회사(영어: Cowell Fashion)는  DC Cap. Module / Film Capacitor 제조기업이다.

## 인적 분할
패션사업 외에 전자사업, 물류사업 등 다양한 사업이 혼재되어 있어 시장에서 제대로 된 평가를 받지 못했다고 판단하여 2023년 말 전자사업 부문과 패션사업 부문을 인적분할하여 존속회사엔 전자사업 부문과 자회사 주식회사 로젠이 남게 됐으며, 분할 후엔 신설법인인 폰드그룹이 패션사업을 담당한다.